# Næsby (Vejlby Sogn)
 For alternative betydninger, se Næsby. (Se også artikler, som begynder med Næsby)
Næsby ligger på sydsiden af Kolindsund, og består af 7 små landejendomme. Ejendommene blev udstykkede fra Ingvorstrup Hovedgård i begyndelsen af 1900-tallet.